# Wijnborstamazone
De wijnborstamazone (Amazona vinacea) is een amazonepapegaai uit de familie Psittacidae (papegaaien van Afrika en de Nieuwe Wereld). Het is een bedreigde soort papegaai. 

## Herkenning
De vogel is 30 cm lang. Deze papegaai is helder groen, waarbij de uiteinden van de veren donker zijn, waardoor een soort schubbenpatroon ontstaat. Voor op de kop zit een rode vlek, de hals is bleekblauw, de borst is lila, de onderbuik is weer groen. De snavel is roze naar het uiteinde toe geel.

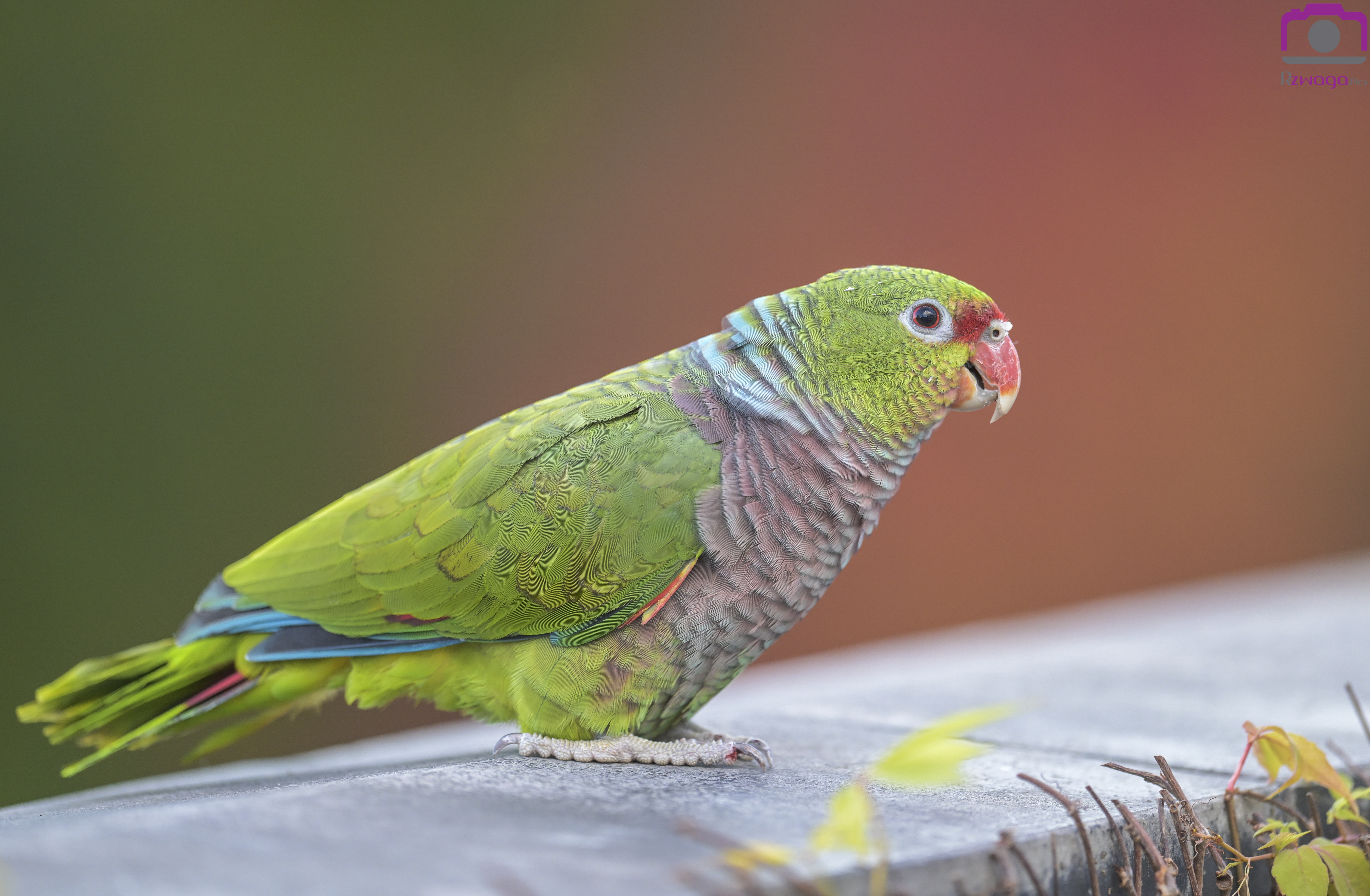
Wijnborst amazone papegaai

## Verspreiding en leefgebied
Deze soort komt voor in zuidoostelijk Zuid-Amerika, met name in de regio Misiones in het noorden van Argentinië, het Atlantisch kustgebied van Brazilië en het zuidoosten van Paraguay. Zo'n 90% leeft in Brazilië. Het leefgebied bestaat uit half bebost gebied afgewisseld met graslanden in het laagland tot op 2000 m boven zeeniveau. In Paraguay bewoont de vogel vooral cerrado.

## Status
De wijnborstamazone heeft een beperkt verspreidingsgebied en daardoor is de kans op uitsterven aanwezig. De grootte van de populatie werd in 2013 door BirdLife International geschat op 600 tot 1700 volwassen individuen en de populatie-aantallen nemen af door habitatverlies. Het leefgebied lag in het Atlantisch Woud dat al heel lang wordt aangetast door ontbossing waarbij natuurlijk bos wordt omgezet in gebied voor agrarisch gebruik en menselijke bewoning. Om deze redenen staat deze soort als bedreigd op de Rode Lijst van de IUCN.